# Mico leucippe
Mico leucippe és una espècie de primat de la família dels cal·litríquids que viu al Brasil (estat de Pará).